# Festivalbar 1978
La quindicesima edizione del Festivalbar si svolse nell'estate del 1978; la serata finale venne trasmessa dalla Rete 1 (oggi Rai 1) sabato 16 settembre 1978.
Il presentatore fu il patron Vittorio Salvetti.
I vincitori assoluti dell'edizione furono gli Alunni del Sole con Liù, mentre a trionfare nella gara dei big esteri fu Kate Bush con Wuthering Heights, per quanto riguarda il concorso DiscoVerde, a vincere furono Pino Daniele con Cà calore e Walter Foini con Una donna, una storia.
Per la prima volta, esce la compilation delle canzoni partecipanti al Festivalbar. È un doppio album con 28 tracce pubblicato dalla CGD Messaggerie Musicali.

## Cantanti partecipanti
- L'asterisco posto alla fine di ogni riga, segnala i brani presenti nella doppia compilation annuale.
- Alunni del Sole - Liù *
- Kate Bush - Wuthering Heights
- Rino Gaetano - Nuntereggae più
- Bruno Lauzi - Ah...l'amore!
- Umberto Napolitano - Amiamoci *
- Anna Oxa - Fatelo con me
- Julio Iglesias - Sono un pirata, sono un signore
- Ricchi e Poveri - Questo amore *
- Madleen Kane - Rough Diamond *
- Laurent Voulzy - Bubble star
- Leano Morelli - Cantare, gridare... sentirsi tutti uguali *
- Drupi - Provincia
- Mina - Città vuota
- Lina Savonà - Maya *
- El Pasador - Mucho mucho * (sigla di apertura)
- Il Giardino dei Semplici - Concerto in La Minore (dedicato a lei) *
- Fred Bongusto - Carissimo maestro di Padova *
- Cugini di Campagna - Dentro l'anima
- Collage - Sole rosso
- Sandro Giacobbe - Volare via
- Tuxedo Junction - Chattanooga choo choo *
- John Paul Young -  Love Is in the Air *
- Ana and Johnny - Io ti amerò *
- La Bottega dell'Arte - Bella sarai *
- Gianni Bella - No *
- Andrea Lo Vecchio - Lì *
- Idea 2 - Tornare in Africa
- Arthur Zitelli - Maria Helena *
- Henghel Gualdi - Sweet Time *
- Fantasy - Cantando *
- Riccardo Fogli - Io ti porto via *
- Alan Sorrenti - Donna luna *
- Gepy & Gepy - Chi... io? *
- Gianni Mocchetti - Cantilena * (concorso DiscoVerde)
- Theo Vaness - Back to Music *
- Vincenzo Spampinato - È sera * (concorso DiscoVerde)
- Sheila - You Light My Fire
- Amanda Lear - Enigma (Give a Bit of Mmh to Me)
- Shake - Rien n'est plus beau que l'amour
- Grace Jones - Do or Die
- Schola Cantorum - La montanara
- Enzo Carella - Amara
- Patrick Juvet - I Love America
- Rudy's Brass - Il silenzio
- Matia Bazar - Tu semplicità
- Boney M - Rivers of Babylon
- Iva Zanicchi - Con la voglia di te
- Ian Dury - Sex & drugs & rock & roll
- Miguel Bosé - Anna
- Pino Daniele - Cà calore (concorso DiscoVerde)
- Walter Foini - Una donna...una storia * (concorso DiscoVerde)
- Ron - Occhi verdi mari calmi (concorso DiscoVerde)
- Filipponio - L'avventuriero * (concorso DiscoVerde)
- Umberto Tozzi - Tu * (fuori concorso)
- Pooh - Cercami * (fuori concorso)
- Mia Martini - Vola (fuori concorso)
- Ornella Vanoni - Gli amori finiti (fuori concorso)
- Patty Pravo - Johnny (fuori concorso)
- Bee Gees - More than a woman (fuori concorso)

## Direzione artistica
- Vittorio Salvetti

## Organizzazione
- RAI